# Joan Dewhirst
Joan Dewhirst, MBE (* 1935 in Manchester, Großbritannien; † 14. April 2020) war eine britische Eiskunstläuferin, die im Eistanz startete.
Ihr Eistanzpartner war John Slater, den sie 1954 heiratete und mit dem sie zwei Kinder hatte. Mit ihm zusammen wurde sie 1952 und 1953, bei den ersten beiden Weltmeisterschaften, bei denen Eistanz im Programm war, Vizeweltmeisterin hinter ihren Landsleuten Jean Westwood und Lawrence Demmy.

## Ergebnisse

### Eistanz
(mit John Slater)
| Wettbewerb / Jahr   | 1952 | 1953 |
| ------------------- | ---- | ---- |
| Weltmeisterschaften | 2.   | 2.   |